# Tillandsia bismarckii
Tillandsia bismarckii är en gräsväxtart som beskrevs av Werner Rauh och C.O.Lehm. Tillandsia bismarckii ingår i släktet Tillandsia och familjen Bromeliaceae. Inga underarter finns listade i Catalogue of Life.